# Xi'an Xiguan Airport
Xi'an Xiguan Airport (kinesiska: 西安西关机场) är en flygplats i Kina. Den ligger i provinsen Shaanxi, i den nordvästra delen av landet, omkring 24 kilometer nordost om provinshuvudstaden Xi'an.
Runt Xi'an Xiguan Airport är det mycket tätbefolkat, med 1 754 invånare per kvadratkilometer. Närmaste större samhälle är Weiyang, 19,5 km sydväst om Xi'an Xiguan Airport. Trakten runt Xi'an Xiguan Airport består till största delen av jordbruksmark.
Genomsnittlig årsnederbörd är 688 millimeter. Den regnigaste månaden är september, med i genomsnitt 143 mm nederbörd, och den torraste är januari, med 4 mm nederbörd.